# Iosif Veniamin Blaga
Iosif Veniamin Blaga (n. 25 august 1950, Orăștie) este un politician român membru al Camerei Deputaților. În trecut, a fost primar al orașului Orăștie, jud. Hunedoara, între anii 1996-2008.
Face parte din grupul parlamentar al Partidului Democrat Liberal și a fost ales deputat în circumscripția electorală nr. 22, Județul Hunedoara.

## Activitatea politică
În 1990 este ales primar al municipiului Orăștie. Este înlocuit in 1992 de către Ioan Mircea Homorodean. 
În 1993, Iosif Veniamin Blaga înființa organizația PD Orăștie, fiindu-i vice-președinte incepând din 1994.
În 1996 este reales ca primar al mun. Orăștie, câștigând 4 mandate consecutive, până în 2008.
În noiembrie 2008, renunță la al patrulea mandat pentru activitatea de deputat, din partea PD-L.
În iunie 2012, Veniamin Blaga a optat pentru trecerea la USL, însă după aproximativ o lună s-a întors la PD-L.
În decembrie 2012, Blaga pierde funcția de deputat,la alegerile parlamentare, clasându-se pe locul 3.

### Formațiuni politice
- Frontul Salvării Naționale (FSN) - 1990-1992
- Partidul Democrat (PD) - 1993-2008
- Partidul Democrat-Liberal (PD-L) - 2008-2012
- Partidul Social Democrat (PSD) - 2012
- Partidul Democrat-Liberal (PD-L) - 2012-prezent